# Opposition à la guerre d'Afghanistan (2001)

Les pertes militaires de l'ISAF depuis le début du conflit (cliquer pour agrandir).

L’opposition à la guerre d'Afghanistan découle de nombreux facteurs : il s'agit notamment du fait que l'invasion américaine est illégale en vertu du droit international et constitue une agression injustifiée. Les critiques s'appuient sur le fait que la guerre vise peu à empêcher le terrorisme mais contribue plutôt aux intérêts géopolitiques. Ce qui donne également lieu à opposition à la guerre sont le nombre important de victimes civiles (des milliers de civils tués tous les ans), le coût pour les contribuables, les décennies de guerre infligés aux Afghans et plus généralement la durée du conflit.
Selon un sondage en septembre 2009 aux États-Unis, 58 % des Américains s'étaient déclarés contre la guerre contre 39 % qui la soutiennent selon la chaîne CNN.